# Leah Remini

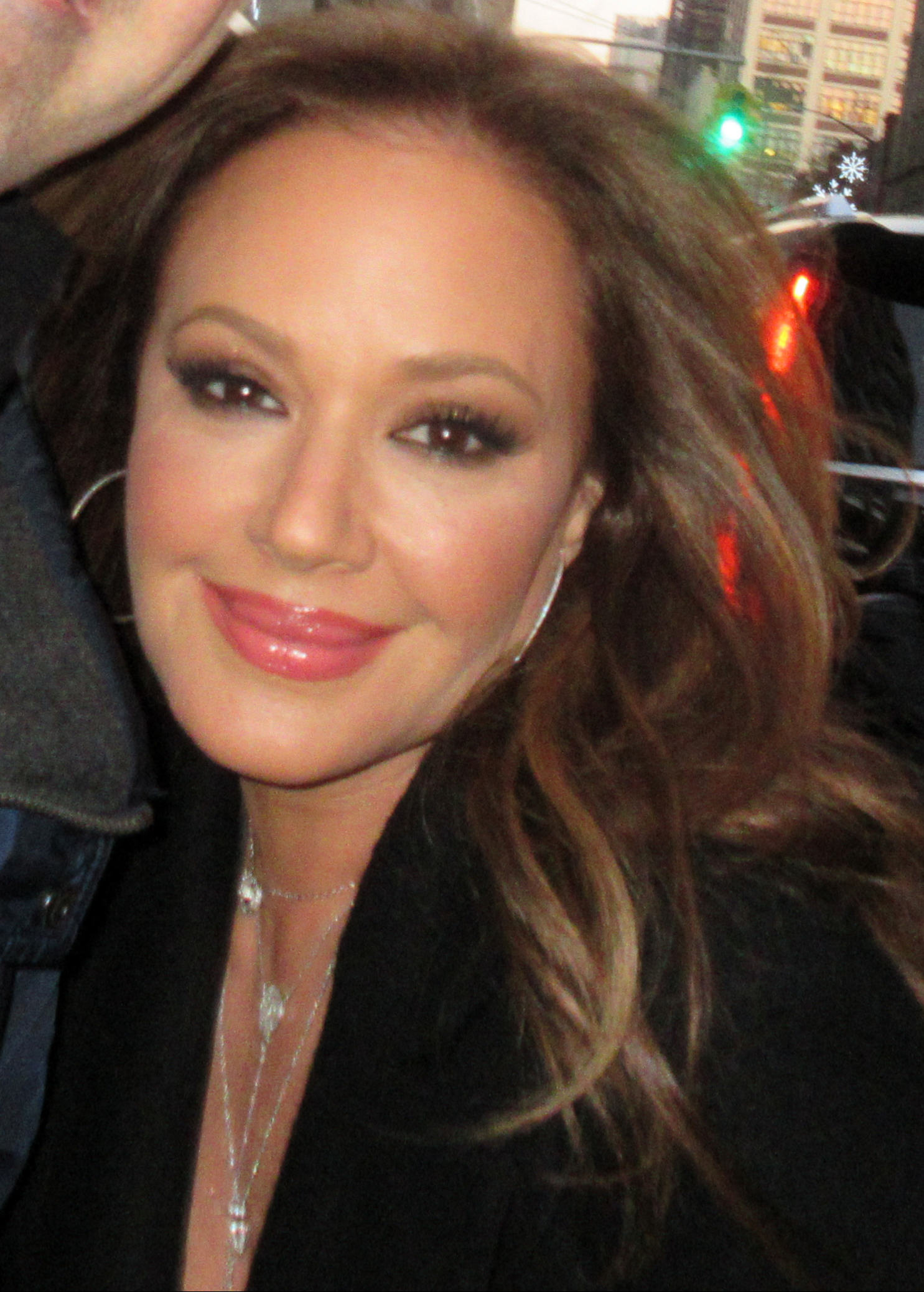
Leah Remini (2018)

Leah Marie Remini (* 15. Juni 1970 in New York City) ist eine US-amerikanische Schauspielerin. Sie wurde durch ihre Rolle als Carrie Heffernan in der Sitcom King of Queens bekannt.

## Karriere
Reminis Einstieg in die Filmszene begann mit einem Werbespot für Motoröl. Erstmals im Fernsehen zu sehen war sie 1989 in der Serie Ganz große Klasse, die 1991 auch in Deutschland auf dem Fernsehsender ProSieben ausgestrahlt wurde. Dann folgte eine Rolle in Wer ist hier der Boss?, aus der ein Spin-off unter dem Titel Living Dolls entwickelt wurde, in dem sie eine Hauptrolle innehatte. Außerdem spielte sie in der Spelling-Soap California High School und der Sitcom Daddy schafft uns alle mit. Neben Gastauftritten in Diagnose: Mord, New York Cops – NYPD Blue und Friends verkörperte Remini im Sitcom-Klassiker Cheers auch Rhea Perlmans rebellische Tochter Sarafina. Im Kino war sie in einer Nebenrolle im Film Old School – Wir lassen absolut nichts anbrennen zu sehen, in der NBC-Serie Kreativ sein ist alles in der Rolle der Terri Reynolds, Sharon Lawrence’ unverwüstlicher Geschäftspartnerin.
Ihren Durchbruch hatte Remini dann mit der Fernsehserie King of Queens. Dort verkörperte sie Carrie, die Ehefrau von Doug Heffernan (Kevin James), welche die beiden Hauptrollen der Serie waren. Die Sitcom lief von 1998 bis 2007 und gehörte in Deutschland zu den erfolgreichsten ihrer Art. Zwischen 2010 und 2011 moderierte Remini zusammen mit Julie Chen, Sara Gilbert, Holly Robinson Peete, Sharon Osbourne und Marissa Jaret Winokur die Talkshow The Talk auf CBS, die sie nach der ersten Staffel wieder verließ, nachdem ihr Vertrag nicht verlängert wurde.
Im Deutschen wird Remini von Christine Pappert und Madeleine Stolze synchronisiert.

## Privatleben
Sie wurde 1970 in Bensonhurst im New Yorker Stadtteil Brooklyn geboren. Ihr italoamerikanischer Vater George Remini war Inhaber einer Firma für Asbestentfernung; seine Vorfahren stammten aus Sizilien. Ihre Mutter Vicki Marshall kam aus einer jüdischen Familie, deren Vorfahren ursprünglich aus Österreich stammten, und leitete eine Schule. Ihre Eltern ließen sich 1977 scheiden. Remini hat eine Schwester und vier Halbschwestern. Seit ihrem 14. Lebensjahr, als sie entgegen dem Ratschlag ihrer Mutter die Schule verließ, ging sie verschiedenen Berufen nach.
Am 19. Juli 2003 heiratete Remini ihren Schauspielkollegen Angelo Pagan, sie war da bereits sieben Jahre mit ihm in einer Beziehung gewesen. Eine Dokumentation der Hochzeit wurde in der VH1-Serie (Inside)Out ausgestrahlt. Das Paar hat eine Tochter (* 2004). Seit Juli 2014 präsentiert sie ihr Privatleben in der Doku-Soap Leah Remini: Meine verrückte Familie und ich (Leah Remini: It’s All Relative) beim TV-Sender TLC, die seit Dezember 2014 auch bei TLC Deutschland gezeigt wird. Im Jahr 2024 ließen sich Remini und Pagan scheiden.

## Zugehörigkeit zu Scientology und Ausstieg
Katholisch getauft, wurde Remini im Alter von neun Jahren durch ihre Mutter Mitglied von Scientology, denen sie 35 Jahre lang angehörte. Sie spendete in diesem Zeitraum mehrere Millionen US-Dollar und warb unter ihren Fans um Beitritte.
Reminis Nachfrage nach dem Verbleib von Shelly Miscavige, Ehefrau von Scientology-Chef David Miscavige, im Jahre 2006 soll laut New York Post jahrelange Verhöre, die Überprüfung ihrer Familie und eine Gehirnwäsche zur Folge gehabt haben. Sie verließ die Organisation Mitte 2013: „Sie distanziert sich von einem Regime, das sie als korrupt erachtet. Sie denkt, dass keine Religion eine Familie auseinanderbringen oder jemanden unter dem Deckmantel der Religion missbrauchen sollte.“
Im November 2015 veröffentlichte sie mit Troublemaker: Surviving Hollywood and Scientology ein Buch über ihre Erfahrung mit Scientology. Remini produzierte ferner mit Leah Remini: Scientology and the Aftermath (deutsch „Leah Remini: Ein Leben nach Scientology“) eine TV-Dokumentation über die Sekte, die ab November 2016 gesendet wurde und drei Staffeln umfasst. Zusammen mit dem Scientology-Aussteiger Mike Rinder betreibt sie seit 2020 den Podcast Scientology: Fair Game.
Im August 2023 verklagte sie die Organisation und den Vorsitzenden David Miscavige wegen langjähriger „Belästigung, Einschüchterung, Überwachung und Diffamierung“ und forderte Schadensersatz. Scientology ihrerseits wirft Remini unwahre Behauptungen vor und gibt an, sie sei nicht freiwillig ausgestiegen, sondern aufgrund „ethischer Verfehlungen“ ausgeschlossen worden.

## Filmografie (Auswahl)
- 1988: Ganz große Klasse (Head of the Class, Fernsehserie, Folge 3x05)
- 1989: Wer ist hier der Boss? (Who’s the Boss?, Fernsehserie, 2 Folgen)
- 1989: Living Dolls (Fernsehserie, 12 Folgen)
- 1990: Normal Life (Fernsehserie, Folge 1x10)
- 1990: Der Hogan-Clan (Valerie, Fernsehserie, 6x10)
- 1991: Paradise – Ein Mann, ein Colt, vier Kinder (Fernsehserie, Folge 3x01)
- 1991: Der Mann im Haus (The Man in the Family, Fernsehserie, 7 Folgen)
- 1991–1992: California High School (Saved by the Bell, Fernsehserie, 6 Folgen)
- 1991, 1993: Cheers (Fernsehserie, 2 Folgen)
- 1992: Mut zur Liebe (Getting Up and Going Home, Fernsehfilm)
- 1992: Blossom (Fernsehserie, Folge 2x20)
- 1993: Daddy schafft uns alle (Evening Shade, Fernsehserie, 3 Folgen)
- 1993: Harlan & Merleen (Fernsehfilm)
- 1994: Der Polizeichef – Eis im Blut (The Commish, Fernsehserie, Folge 3x21)
- 1994: Renegade – Gnadenlose Jagd (Fernsehserie, Folge 3x04)
- 1995: Der Mysteriöse Tod der Grace Kelly (Star Witness, Fernsehfilm)
- 1995: Diagnose: Mord (Diagnosis Murder, Fernsehserie, Folge 2x19)
- 1995: Friends (Fernsehserie, Folge 1x23)
- 1995: First Time Out (Fernsehserie, 12 Folgen)
- 1995: Glory Daze – Es lebe die Uni! (Glory Daze)
- 1996: New York Cops – NYPD Blue (NYPD Blue, Fernsehserie, Folge 3x21)
- 1997: Critics and Other Freaks
- 1997–1998: Kreativ sein ist alles (Fired Up, Fernsehserie, 28 Folgen)
- 1998: Liebe und andere Missverständnisse (Follow Your Heart)
- 1998–2007: King of Queens (The King of Queens, Fernsehserie, 207 Folgen)
- 2003: Old School – Wir lassen absolut nichts anbrennen (Old School)
- 2005: Fat Actress (Fernsehserie, Folge 1x04)
- 2007–2008: In the Motherhood (Webserie, 8 Folgen)
- 2010–2011: The Talk (Talkshow)
- 2013: Family Tools (Fernsehserie, 10 Folgen)
- 2014: Leah Remini: Meine verrückte Familie und ich (Leah Remini: It’s All Relative, Fernsehsendung, 9 Folgen)
- 2014–2015: The Exes (Fernsehserie, 15 Folgen)
- 2016–2019: Leah Remini: Ein Leben nach Scientology (Dokumentation, 37 Folgen)
- 2017: Mad Families
- 2017: The Clapper
- 2017–2018: Kevin Can Wait (Fernsehserie, 26 Folgen)
- 2018: Manhattan Queen (Second Act)
- 2020: The Masked Singer (Fernsehsendung, Gastjurorin Folge 3x03)
- 2025: Flight Risk
- 2025: The Mother, the Menacer, and Me

## Bücher
- Surviving Hollywood and Scientology. Ballantine Books, November 2015, ISBN 978-1101886960.
- Troublemaker – Wie ich Hollywood und Scientology überlebte. Mvg Verlag, September 2016, ISBN 978-3-86882-693-7.